# Forguncy
Forguncy（フォーガンシー）はWebシステムのローコード開発ツールである。

## 解説
2014年より提供開始。開発元はVisualStudioのサードパーティー製品を20年以上提供しているグレープシティ株式会社である。英語圏向けの販売にも意欲的である。

## 特徴
エクセル風の画面でセルを方眼紙のように利用して罫線や枠などでレイアウトを整えてWeb画面を開発できる。クラウドやオンプレのデータベース(SQLServer/Oracle/MySQLなど)などのローカルのWebシステム開発にも対応し帳票類も出力できる。またスマホでも専用アプリを使えばForguncyのWebシステムが利用できる

## 利用状況
他のグレープシティ製品も含む出荷実績で累計ライセンスは60万個以上(2022年8月時点)
導入170社以上（2017年時点）

## 歴史
- 2014年10月　Ver1.0 提供開始
- 2016年01月　Ver2.0
- 2017年05月　Ver3.0
- 2018年11月　Ver4.0
- 2020年05月　Ver6.0
- 2022年09月　Ver8.0

## 受賞歴
【6期連続受賞】『Forguncy』が「ITreview Grid Award 2022 Summer」にてHight Performerを受賞